# Lasbeck (Iserlohn)
Lasbeck ist ein Stadtteil von Iserlohn im Sauerland und liegt südlich von Genna an der Grenze zu Nachrodt-Wiblingwerde.
Die Ortschaft gehörte vor der am 1. Januar 1975 wirksam gewordenen Eingliederung in die Stadt Iserlohn zur bis dahin selbständigen Stadt Letmathe und hatte Ende 2024 zusammen mit Genna 1981 Einwohner. Der Name „Lasbeck“ (um 1500: „Lassebecke“) bedeutet nach Friedrich Leopold Woeste „Lachsbach“.
Im Lasbecker Steinbruch wird Grauwacke abgebaut. Früher kamen Barytgänge vor, die bis zu einem halben Meter mächtig waren.
Lasbeck liegt an der Lenne und ist über die B 236 an das überregionale Straßennetz angebunden.